# Anolis beckeri
Anolis beckeri es una especie de lagarto que pertenece a la familia Dactyloidae. Es nativo de México, Belice, Guatemala, Honduras y Nicaragua.